# Lavočkin-Gorbunov-Gudkov LaGG-1
Lavočkin-Gorbunov-Gudkov LaGG-1 (rusko Лавочкин-Горбунов-Гудков ЛаГГ-1) je bilo sovjetsko lovsko letalo druge svetovne vojne.

## Zgodovina
Letalo je začelo nastajati leta 1938 po Zimski vojni s Finsko, nastajalo pa je pod imenom I-22. Zasnovano je bilo okoli motorja Klimov M-105P, za izdelavo so uporabili lepljen les, da bi tako varčevali s strateškimi materiali.
Prvih sto letal so poslali v enote na testiranje, tam pa se je pokazalo, da je letalo premalo okretno in dokaj nestabilno v letu, da ima prekratek dolet in, da doseže premajhno operativno višino. Vse to je botrovalo k odločitvi, da letalo predelajo iz česar je kasneje nastalo povsem novo letalo LaGG-3.
LaGG-1 je bil sicer enokrilni lovec z zaprto kabino in uvlačljivim podvozjem s krili, nameščenimi na spodnji del trupa.
Kljub slabostim in ogromnim izgubam je ta lovec pomagal Rdeči armadi omiliti nemško premoč v zraku v začetnih mesecih po začetku Operacije Barbarosa.

## Uporabniki
- Finska
- Sovjetska zveza